# José Santiago Bueso Soto
José Santiago Bueso Soto, né en 1783 à Comayagua et mort le 6 mai 1857 dans la même ville, est un homme politique hondurien. Il est président du Honduras du 18 octobre au 8 novembre 1855.